# Pebrot morro de bou

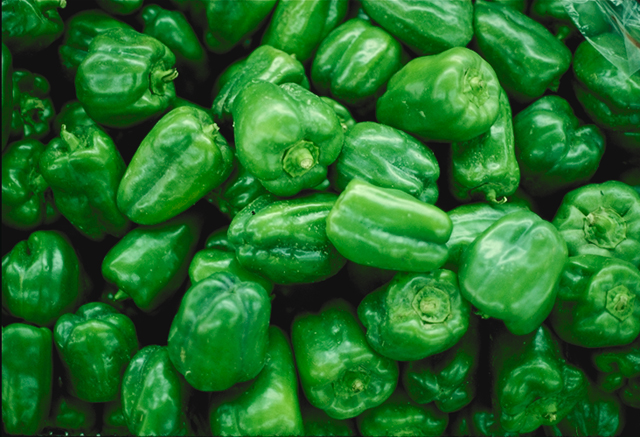
Pebrot de morro de bou o pebrot vermell.

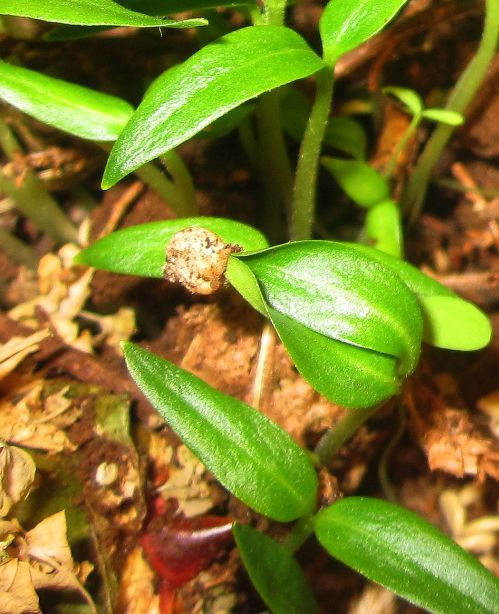
Brot tendre de pebrot de morro de bou.

Pebrot vermell o pebrot de morro de bou és la denominació habitual per a certes varietats de Capsicum annuum. A diferència dels fruits d'altres varietats de capsicum (com els vitxos, que són coents), els pebrots vermells posseeixen un gust suau degut a l'absència de capsaïcina, cos carnós, són generalment de gran grossària i tenen una característica forma entre quadrada i rectangular (mentre que els vitxos tendeixen a tenir forma de beina).
Els pebrots vermells es poden consumir verds (immadurs) o madurs, podent ser aquests darrers de color vermell, groc o taronja, segons la varietat. N'hi ha també una varietat blanca a més d'altres més rares de color morat, blau o marró.

## Història
Aquesta planta només és coneguda en forma de cultiu. El més probable és que sigui originària d'Amèrica del Sud i probablement va ser domesticada a Mèxic, atès que se'n han trobat llavors a jaciments arqueològics de Mèxic, que daten de fa 5000 anys.
Es conrea a tot el món, d'ençà que es va introduir a Europa al segle xv s'ha estès amb gran facilitat. Sembla haver-se difós a finals del segle xviii a França, a la resta d'Europa i a l'Àsia.

## Cultiu
Les varietats cultivars del pebrot vermell o dolç es van desenvolupar a Szeged, Hongria a la dècada del 1920. Per al cultiu, és necessària una temperatura ambient entre 21 i 29 °C, sense massa canvis bruscs i amb una taxa d'humitat no gaire alta. Requereix gran quantitat de llum, sobretot durant el primer període de creixement després de la germinació.
Es pot conrear en qualsevol tipus de sòl humit. El sòl ideal és el que posseeix bon drenatge, amb presència de sorres i matèria orgànica. Tots aquests requeriments fan que siguin conreats en hivernacles, on el maneig de les condicions exteriors són més controlables.

## Ús gastronòmic
És un ingredient tradicional dels menjars dels Països Catalans i altres països tant com a condiment com pel seu color en la decoració dels plats.

## Valor nutritiu
| Valor nutritiu de 100 grams de pebrot dolç |          |
| Energia                                    | 84kJ     |
| Aigua                                      | 93,9 g   |
| Proteïnes                                  | 0,86 g   |
| Greixos                                    | 0,17 g   |
| Fibra                                      | 1,8 g    |
| Glúcids                                    | 4,64 g   |
| Sucres                                     | 2,4 g    |
| Calci                                      | 10 mg    |
| Ferro                                      | 0,34 mg  |
| Magnesi                                    | 10 mg    |
| Fòsfor                                     | 20 mg    |
| Potassi                                    | 175 mg   |
| Sodi                                       | 3 mg     |
| Zinc                                       | 0,13 mg  |
| Manganès                                   | 0,122 mg |
| Vitamina C                                 | 80,4 mg  |
| Àcid pantotènic                            | 0,099 mg |
| Vitamina B₆                                | 0,224 mg |
| Vitamina A                                 | 18 μg    |
| Beta-carotè                                | 208 μg   |
| Luteïna, Zeaxantina                        | 341 μg   |
| Vitamina K                                 | 7,4 μg   |
| Àcid fòlic                                 | 10 μg    |
| Tiamina (Vit. B1)                          | 0,057 mg |
| Riboflavina (Vit. B₂)                      | 0,028 mg |
| Niacina (Vit. B₃)                          | 0,48 mg  |
| Vitamina E                                 | 0,37 mg  |